# Tyniok
Tyniok (892 m n.p.m.) – dwuwierzchołkowy szczyt w głównym grzbiecie Beskidu Śląskiego, wznoszący się bezpośrednio na północ od Przełęczy Koniakowskiej. Porośnięty lasem wierzchołek wschodni jest niższy zaledwie o 2 m od wierzchołka zachodniego, pokrytego polami i pastwiskami.
Nazwa góry pochodzi od tyniny – listew „szczypanych” siekierą ze świerkowego kloca, z których wyplatano głównie przęsła płotów do koszarowania owiec. Dawna nazwa szczytu (Rdzawka lub Drdzawka), podawana m.in. w „Dziejopisie Żywieckim” Andrzeja Komonieckiego, pochodziła prawdopodobnie od rdzawej barwy ziemi, wywołanej obecnością licznych związków żelaza. Syderytowe rudy żelaza, występujące w tym rejonie w miękkich, ciemnych łupkach kredowych, były wydobywane w XIX w. i przetapiane w hucie w Węgierskiej Górce.
Tyniok znajduje się we wsi Koniaków w województwie śląskim, w powiecie cieszyńskim w gminie Istebna. Od wschodu, tuż pod szczytem, stoki Tynioka trawersują niebieskie znaki szlaku turystycznego ze Zwardonia na Baranią Górę.